# Kreuz Biebelried
Het Kreuz Biebelried is een knooppunt in de Duitse deelstaat Beieren. Op dit knooppunt kruist de A7 (Kassel-Ulm) de A3 (Emmerich-Passau).

## Geografie
Het Kreuz Biebelried ligt ten noordoosten van het dorp Biebelried in de Landkreis Kitzingen, aan de rand van de Metropoolregio Nürnberg. Nabijgelegen steden en dorpen zijn Mainstockheim, Kitzingen, Dettelbach en Rottendorf. Het knooppunt ligt ongeveer 10 km ten zuidoosten van Würzburg en 80 km ten noordwesten van Neurenberg.
Vlak bij het knooppunt liggen de Bundesstraßen B8 en B22.

## Geschiedenis
De A3 werd hier in 1964 geopend. Tegelijkertijd werd ook het knooppunt geopend in de vorm van een trompetknooppunt waar in 1965 de A7 vanuit Kassel op werd aangesloten. Toen in 1981 de A7 vanuit het zuiden werd aangesloten is het huidige knooppunt gebouwd. Met het oog op de verlenging van de A70 om te dienen als westelijke randweg van de stad Würzburg, die na veel weerstand inmiddels in de ijskast is verdwenen, werd de verbindingsweg A3-West-A7-Nord gewoon als klaverbladlus aangelegd. Deze geplande weg had de verbinding moeten tussen A 71, de A7 en de A81 moeten gaan vormen en het Kreuz Biebelried ontlasten.

## Reconstructie 2012
Tijdens de reconstructie in 2012 werd de A3 nabij het knooppunt verbreed tot 2x5 rijstroken. Ter hoogte van het knooppunt dient de meest rechter rijstrook als in- uitvoegstrook.

## Toekomst
Er bestaan plannen voor de uitbouw en verlenging van de B26a als hoogwaardige vierstrooksweg tussen het Kreuz Schweinfurt/Werneck en de afrit Helmstadt waar hij in een knooppunt aan moet gaan sluiten op de A3. Wanneer de weg klaar is, zal deze B26n gaan heten. Misschien zal deze weg in de toekomst dan wel omgenummerd worden naar A70.

## Configuratie
Knooppunt
Het Kreuz Biebelried is gebouwd als een klaverbladknooppunt met een directe verbinding van Kassel naar Neurenberg en een parallelrijbaan langs de oostelijke rijbaan van de A7 en een voor beide rijbanen van de A3.
Rijstrook
Ten westen van het knooppunt heeft de A3 2+3+3+2 rijstroken en ten oosten 2x3. De A7 kent 2x2 rijstroken met een parallelstructuur. De verbindingsbogen Kassel-Neurenberg en Neurenberg-Kassel hebben twee rijstroken, alle andere verbindingsbogen hebben één rijstrook.

## Verkeersintensiteiten
In 2010 werd het knooppunt dagelijks door ongeveer 95.000 voertuigen gebruikt.
| Van                        | Naar                         | Gemiddeld aantal voertuigen per dag | Percentagee vrachtverkeer |
| -------------------------- | ---------------------------- | ----------------------------------- | ------------------------- |
| AS Rottendorf (A3)         | AK Biebelried                | 66.500                              | 22,2 %                    |
| AK Biebelried              | AS Kitzingen/Schwarzach (A3) | 59.600                              | 21,7 %                    |
| AS Würzburg/Estenfeld (A7) | AK Biebelried                | 38.700                              | 21,5 %                    |
| AK Biebelried              | AS Kitzingen (A7)            | 24.500                              | 17,8 %                    |

## Richtingen knooppunt
| Aansluitende wegen                              | Aansluitende wegen | Aansluitende wegen | Aansluitende wegen | Aansluitende wegen                       |
| ----------------------------------------------- | ------------------ | ------------------ | ------------------ | ---------------------------------------- |
| richting Schweinfurt / Erfurt Kassel / Hannover |                    |                    |                    | richting Neurenberg / München Regensburg |
|                                                 |                    |                    |                    |                                          |
|                                                 |                    |                    |                    |                                          |
|                                                 |                    |                    |                    |                                          |
| richting Würzburg / Stuttgart Frankfurt am Main |                    |                    |                    | richting Rothenburg o.d.T. / Ulm         |